# Доктор Дум (фільм)
«Згубний доктор» (англ. Doctor of Doom) — американський короткометражний фільм раннього періоду творчості американського кінорежисера Тіма Бертона, знятий за підтримки його друга Джері Різа. У наш час вважається втраченим.

## Сюжет
Божевільний вчений дон Карло сховався в мексиканській глушині для того, щоб проводити нелюдські досліди над живою матерією. За допомогою винайдених їм приладів Карлос перетворює своїх пацієнтів на огидних монстрів, що наділені надприродними здібностями.

## Цікаві факти
- Механізми, що з'являються у фільмі, взяті з рекламного ролика, показаного по телевізору.
- Назва фільму і сюжетна основа запозичені у перемонтованої версії мексиканського бойовика 1963 року «Жінка-борець проти божевільного доктора» (ісп. Luchadoras contra el médico asesino).
- Як декорації, що імітують Мексику на стіні висить пончо, взяте у батька Джеррі Різа.